# 衛子夫 (電視劇)
《衛子夫》，原名《大漢賢后衛子夫》，是一部2014年首播、中國大陸與香港合拍的古裝宮廷劇，由浙江華策影視股份有限公司和now TV盈娛製作有限公司聯合出品，香港導演劉家豪、陳品祥執導，並由王珞丹、林峯、周勵淇、徐正溪、沈泰等領銜主演。全劇以漢武帝時期為背景，講述了平陽公主府上出身低賤的歌伎衛子夫，因機緣巧合被漢武帝相中後帶入宮中，期間雖多次遭遇構陷仍化險為夷，並逐漸獲得漢武帝的寵愛，最終成為一代賢后。
作為華策影視公司「皇后系列」的首作，同時也是now TV製作的首部電視作品，本劇於2013年5月31日在浙江橫店影視城正式開機，同年8月24日殺青關機。2014年8月20日，本劇以精編版在浙江、東方、安徽三家衛視黃金檔全國首播，完整版於同年11月8日在深圳衛視二輪播出。台灣於同年10月13日在中視數位台八點檔首播該劇，香港於2015年1月19日在Now香港台播出及此於2015年10月28日在Now 101台播出。此劇於2015年榮獲第七屆海峽影視季《最受台灣觀眾歡迎的大陸電視劇》獎項。

## 播放平台
《衛子夫》於中國大陸首播是於2014年8月20日在浙江衞視、東方衛視和安徽衛視晚上播出。由於廣電總局要求中國大陸各家衛視於2014年9月3日到10月底之間必須播愛國主義題材和反法西斯題材電視劇，原本47集的《衛子夫》也將針對9月3日的期限進行微調，而先播出38集的精編版本。其後於2014年11月8日在深圳衛視二輪播出。並於同年在台灣中視數位台播出。並於2015年1月19日在香港Now香港台首播粵語版本。海外方面，《衛子夫》在2014年至2015年間，在馬來西亞Astro全佳HD、美國洛城18台、日本銀河頻道、加拿大城市電視2高清台、柬埔寨、斯里蘭卡、越南、澳洲、紐西蘭、新加坡等電視頻道首播。
| 頻道                                | 所在地   | 播映日期       | 播出時間                                                                                  | 備註                 |
| ----------------------------------- | -------- | -------------- | ----------------------------------------------------------------------------------------- | -------------------- |
| 浙江衞視 安徽衛視 東方衛視          | 中国大陆 | 2014年8月20日  | 每週一至日 19:30-22:00（3集） 浙江和安徽衛視 每週五至六（2集） 東方衛視 每週六至日（2集） | 大漢賢后衛子夫       |
| 樂視視頻 騰訊視頻                   | 中国大陆 | 2014年8月20日  |                                                                                           | 完整版               |
| 中視數位台                          | 臺灣     | 2014年10月13日 | 每週一至五 20:00                                                                          | 大漢賢后衛子夫       |
| 深圳衛視                            | 中国大陆 | 2014年11月8日  | 每週一至日 7:30-10:00（3集）                                                              | 大漢賢后衛子夫       |
| Astro全佳HD                         | 马来西亚 | 2014年11月10日 | 每週一至五 19:00                                                                          | 大漢賢后衛子夫       |
| 洛城18台                            | 美国     | 2014年12月3日  | 每週一至五 19:00                                                                          |                      |
| TeleAsia                            | 菲律賓   | 2015年1月7日   | 每週一至五 22:15                                                                          |                      |
| Now香港台                           | 香港     | 2015年1月19日  | 每週一至日 20:30                                                                          | 衛子夫               |
| 中天娛樂台                          | 臺灣     | 2015年1月27日  | 每週一至五 20:00-21:00                                                                    |                      |
| 銀河頻道                            | 日本     | 2015年2月1日   | 每週一至日 （2集）                                                                        |                      |
| 城市电视2                           | 加拿大   | 2015年2月2日   | 逢週一至五西岸时间 1:00、11:00、16:30、22:00                                              |                      |
| 旧金山 KTSF26台                     | 美国     | 2015年3月10日  | 每週一至五 20:00-21:00（1集）                                                             |                      |
| 星和娛家戲劇台                      | 新加坡   | 2015年5月9日   | 每週六 08:15至10:00及 19:45-21:30（2集）                                                  | 大漢賢后衛子夫       |
| PPTV                                | 泰國     | 2015年7月13日  | 每週一至三 19:15至20:15                                                                   | จอมนางบัลลังก์ฮั่น        |
| HANG MEAS TV (金凤之光高清电视二台) | 柬埔寨   | 2015年7月15日  | 每週一至五 20:30-21:30                                                                    | ម្ចាស់ក្សត្រីហាន            |
| 中華TV                              |          | 2015年8月17日  | 每週一至五 22:00（2集）                                                                   | 위황후전             |
| Astro AEC Astro AEC HD              | 马来西亚 | 2015年8月18日  | 每週一至五 18:00                                                                          | 大漢賢后衛子夫       |
| Now101台                            | 香港     | 2015年10月28日 | 每週一至五 21:30                                                                          | 衛子夫               |
| ViuTV                               | 香港     | 2016年5月6日   | 每周一至五 13:30                                                                          | 衛子夫               |
| 台視綜合台                          | 臺灣     | 2016年8月3日   | 每週一至五 20:00                                                                          | 大漢賢后衛子夫       |
| MCOT HD                             | 泰國     | 2019年5月22日  | 星期一到星期五 14:05至14:55                                                               | เว่ยจื่อฟู จอมนางบัลลังก์ฮั่น |

## 劇情介紹
「她」，一個平民歌女，沒有嬌媚艷態，沒有顯赫家世，卻憑著睿智蘭心和建立「和諧后宮」的決心，使雄才偉略的漢武帝與「她」廝身相伴四十八年；並在群芳競妍的漢宮中，得到妃嬪婢僕信賴；更有秉節持重的摯友，捨身默默守護。 「她」，就是古中國歷史上第一位有獨立諡號的皇后，也是在位時間第二長的皇后－衛子夫。
從普通平民到一代賢后，衛子夫的傳奇經歷不僅改變了自己的命運，也成就了一家功勳：其當敵勇敢、戰無不勝、官至大將軍的弟弟衛青；加上十八歲便勇冠三軍、封“冠軍侯”的外甥霍去病；二人立下赫赫戰功，逼使外敵偃旗息鼓，大漢子民得到安定。
衛子夫不是牡丹芍藥，卻幽婉如王者之蘭，不爭、不顯、不露，憑著樂觀堅毅、恭謹謙讓、仁厚善良的，母儀天下，嬴得漢武帝的恩寵，也嬴得朝野后宮的尊重，賢慧之德更贏得後世的稱頌，泱泱懿行，顯顯流芳。

## 演員表

### 主要演員
| 演员                | 角色     | 备注 | 国语配音 | 粤语配音            | 日语配音                |
| 王珞丹 童年：白亦瑤 | 衛子夫   | 平陽公主府歌姬→衛姬→衛夫人→皇后。 劉據、衛長公主、石邑公主、諸邑公主之母。 劉徹的第二任皇后（孝武衛皇后），沒有嬌艷媚態，沒有顯赫家世，但卻憑著睿智蘭心和建立「和諧後宮」的決心，令一代雄主漢武帝與她相守48年。她是中國歷史上第一位有獨立謚號的皇后。                                       | 李世榮   | 鄭家蕙              | 中村千繪                |
| 林峯                | 劉徹     | 漢武帝，衛子夫的丈夫 劉據、劉閎、衛長公主、石邑公主、諸邑公主之父。 西漢的第七位皇帝，傑出的政治家、戰略家、詩人，少年登基，一心勵精圖治，強國安民，卻遭守舊大臣聯同後宮施以制肘。他天資聰穎，風流多情，是雄霸天下的天之驕子。                                                              | 邊江     | 陳健豪              | 石狩勇気                |
| 周勵淇              | 平陽公主 | 劉徹的姐姐 美艷華貴、端莊大方，熱衷權力，是女中豪傑。她雖貴為皇帝胞姐，卻心懷大志。她渴望真愛，曾屢次示愛衛青，深愛她的衛青因擔憂姐姐的處境皆婉拒之。但她的執著可以為愛不惜代價，最後感動衛青，兩人終成眷屬。三度出嫁，第一任丈夫為平陽侯曹時，第二任丈夫為汝陰侯夏侯頗，第三任丈夫為衛青。 | 張凱     | 顧詠雪              | 村井每早                |
| 徐正溪 童年：边程   | 段宏     | 劉徹的重臣，衛子夫的青梅竹馬 潇灑俊逸、秉節持重、忠君愛國，智謀出眾，對衛子夫情深意篤，總是在她最需要的時候出現，為了她的安危，出生入死，不離不棄。 | 趙毅     | 鄧永健 童年：王慧珠 | 影平隆一 童年：大津愛理 |
| 沈泰 童年：劉銘澤   | 衛青     | 衛子夫同母異父的弟弟，劉徹的重臣，大將軍 英武魁岸、谨慎內斂、智勇雙全，衛子夫的弟弟，姐弟情深，他是驍勇善戰的大司馬大將軍。他抵抗外敵，戰功赫赫，是一個可以為國為家而犧牲自己的血性好男兒。原配為沈葭，平陽公主的第三任丈夫。                                                               | 孟宇     | 陳啟熾 童年：       | 朝比奈拓見 童年：       |

### 其他演員
| 演员                | 角色       | 备注 | 国语配音 | 粤语配音 | 日语配音 |
| 陳莎莉              | 窦太皇太后 | 孝文竇皇后（竇漪房）→太皇太后 劉嫖的母親，劉徹、平陽公主、陳嬌的皇祖母。雙眼失明。辅佐三代帝王的杰出女性。由清貧一步步走向輝煌，她繼承了高祖劉邦的意願，奉行莊子的無為而治，並由此推動了「文景之治」。晚年阻止漢武帝推行新政。卒於漢武帝建元六年。   | 晏積瑄   | 黃鳳英   | 北條文栄 |
| 俞小凡              | 王太后     | 孝景王皇后（王娡）→皇太后 劉徹、平陽公主的母親，是劉徹帝王之路上的的堅強後盾，她溫柔善良，善解人意，憑借著自己的智慧，先讓自己的兒子當上太子，又讓自己當上了皇后。她愛子心切，為了兒子願意忍辱負重，付出一切。                                       | 金雁     | 王慧珠   | 山崎美貴 |
| 鄭媛元              | 陳嬌       | 劉徹的第一任皇后→廢后 前朝公主的女兒，太皇太后的外孫女。她有著高貴的皇族血統，幼年時被母親館陶公主帶入皇宮，讓幼年漢武帝對她許諾了「金屋藏嬌」的誓言。但她不孕，逐漸失去了漢武帝的寵幸，後來又因為「巫蠱」被漢武帝遷移長門宮。淒涼的走過了她的一生。 | 白雪岑   | 王夢華   |          |
| 柳影虹              | 劉嫖       | 前朝公主竇太主（館陶公主），陳嬌母親，劉徹的姑母，太皇太后的女兒，因為「巫蠱」被漢武帝趕出宮。 | 扈茜茜   | 鄧潔麗   |          |
| 李欣聰              | 沈葭       | 衛青的第一任妻子,出身平陽公主府的歌姬，衛子夫的好友兼婢女，後爲不讓敵軍以自己威脅衛青而自殺。 | 李詩萌   | 王夢華   |          |
| 彭皓鋒              | 易寒       | 原名元逵，平陽縣水災時小衛子夫施予食物，然而教她六字「不爭、不露、不顯」，伺候平陽公主府廚房總管，衛子夫的好友 | 张磊     |          |          |
| 張亞希              | 霍去病     | 骠騎將軍、冠軍侯、大司馬，衛子夫的外甥，劉徹的忠臣，後患上急病卒死 |          |          |          |
| 王禕                | 王燕       | 王姬→王夫人→齊王太后，劉徹的妃嬪，生一皇子劉閎，後被貶至齊地作齊王太后 | 閻萌萌   |          |          |
| 劉永                | 劉安       | 淮南王，劉徹的叔叔，劉嫖的哥哥，謀反事敗。 | 张遥函   |          |          |
| 沙威                | 喜娘       | 平陽公主府的管家，沈葭的母親 | 郝幽玥   | 莊巧兒   |          |
| 徐鹏凯              | 曹時       | 平陽侯，平陽公主第一任丈夫，對平陽公主總是唯唯諾諾，第十三集在外有家室，私生兒曹襄。病死 | 严明     |          | 中村和正 |
| 楊紫茳              | 夏侯頗     | 汝陰侯，平陽公主第二任丈夫，曾造謠衛青與平陽公主相交，意在竊國，自殺 | 王凱     |          |          |
| 屈剛                | 竇嬰       | 丞相，因被陷害致死。 | 程寅     |          |          |
| 宋星成              | 灌夫       | 武夫 |          |          |          |
| 鄭恕峰              | 田蚡       | 劉徹的舅舅，王太后的弟弟，丞相，後被罷官，驚嚇過度致死。 | 郭政建   |          |          |
| 苗皓鈞              | 爰樞       | 巫師、毒藥高手，楚服的情人，派王夫人去陷害劉徹、衛子夫。李夫人的義父，被劉徹親手用劍殺死。 | 王凱     | 黃志明   |          |
| 宋汶嘉              | 徐離夫人   | 劉徹的妃嬪 | 扈茜茜   |          |          |
| 李美慧              | 麗姬       | 淮南王府的歌姬，段宏有名無實之妻，後離異。 | 張凱     |          |          |
| 張璇                | 李夫人     | 劉徹的妃嬪。被爰樞安排入宮陷害衛子夫，後被爰樞下毒致死 | 白雪岑   | 譚淑嫻   |          |
| 黃小戈              | 楚服       | 巫女、毒藥高手，勾結陳皇后、劉嫖陷害衛子夫，爰樞的情人，怀孕时被劉徹賜腰斬而死 | 閻萌萌   |          |          |
| 王瑞子              | 王桑       | 王夫人的姐姐，爰樞的棋子之一，被劉徹處以斬首之刑 |          |          |          |
| 葉璇                | 小雁       | 客串大結局 |          | 王慧珠   |          |
| 張天其              | 杜周       | 客串大結局 | 嚴明     |          |          |
| 尚茜                | 衛媼       | 衛子夫母親 |          | 鄧潔麗   |          |
| 任忠義              | 鄭季       | 衛青的父親 | 張遙函   |          |          |
| 許璟錕 童年：符濤   | 衛長君     | 衛家長子，衛子夫、衛青的長兄 |          |          |          |
| 耿黎明 童年：毛鑫君 | 衛君孺     | 衛子夫、衛青的長姐 |          |          |          |
| 劉斯斯 童年：蔣欣悅 | 衛少兒     | 衛子夫、衛青的二姐，霍去病的母親 |          |          |          |
| 鄭斯仁              | 韓嫣       | 劉徹少時的伴讀，曾與竇太主勾結，後被劉徹賜死（由段宏執行） |          |          |          |
| 黃敬冉              | 劉據       | 大皇子、太子，劉徹、衛子夫的兒子 |          |          |          |
| 何心圓              | 衛長公主   | 劉徹、衛子夫的長女 |          |          |          |
| 邱鈺渟              | 石邑公主   | 劉徹、衛子夫的二女 | 白雪岑   |          |          |
| 宗靈                | 諸邑公主   | 劉徹、衛子夫的三女 |          |          |          |
| 張嘉佑              | 白旻       | 劉徹近身太監 | 孟宇     |          |          |
| 趙菲                | 賈美人     | 劉徹的妃嬪 | 金雁     |          |          |
| 王禛                | 薛美人     | 劉徹的妃嬪 |          |          |          |
| 湯夢佳              | 楊美人     | 劉徹的妃嬪 |          |          |          |
| 趙芝玉              | 余姬       | 劉徹的妃嬪 |          |          |          |
| 王萌黎              | 姚姬       | 劉徹的妃嬪 |          |          |          |
| 魯佳妮              | 姜柔       | 姜姬，劉徹的妃嬪，因向王姬下打胎藥，及後誣陷衛子夫，被劉徹及衛子夫下令處死 | 白雪岑   |          |          |
| 王潔曦              | 滕姬       | 劉徹的妃嬪 | 金雁     |          |          |
| 狄琬雯              | 妘姬       | 劉徹的妃嬪 |          |          |          |
| 徐茜                | 孟姬       | 劉徹的妃嬪 |          |          |          |
| 林斌                | 趙姬       | 劉徹的妃嬪 |          |          |          |
| 蔡志恩              | 方護將     | | 孟宇     |          |          |
| 黎涓                | 芮姬       | 前朝妃嬪，因懷有龍種遭孝文竇皇后忌妒而滑胎，第三集中毒身亡 | 林蘭     |          |          |
| 郭鑫Frankie         | 慕容鳳     | 楚服的師弟 | 張磊     |          |          |
| 金星光              | 公孫敖     | 劉徹的臣子 |          |          |          |
| 王旭升              | 張湯       | 劉徹的臣子 | 張磊     |          |          |
| 岳俊嶺              | 常總管     | 平陽侯府的大總管 |          |          |          |
| 史燕                | 樊娘       | |          |          |          |
| 胡幗雄              | 太醫       | |          |          |          |
| 鐘鳴                | 張信       | |          |          |          |
| 劉成祥              | 卓長史     | |          |          |          |
| 申非凡              | 王福       | 王燕、王桑之弟 |          |          |          |
| 邵春雷              | 雷被       | 淮南王的屬下 |          |          |          |
| 徐小恪              | 汲黯       | | 張磊     |          |          |
| 徐歡                | 劉遷       | 淮南王之子 |          |          |          |
| 陳衛國              | 李廣       | 武將 | 嚴明     |          |          |
| 陳博藝              | 曹襄       | 曹時的私生子，平陽公主的養子 | 白雪岑   |          |          |
| 王澤楷              | 劉閎       | 二皇子，劉徹、王夫人的兒子，齊王 |          |          |          |
| 許俊軒              | 衛伉       | 衛青、沈葭的長子 |          |          |          |
| 陳溢哲              | 衛不疑     | 衛青、沈葭的次子 |          |          |          |
| 黃敬軒              | 衛登       | 衛青、沈葭的幼子 |          |          |          |
| 羅美君              | 思荷       | 平陽公主的近身宮女 |          |          |          |
| 張騰                | 明月       | 宮女 |          |          |          |
| 潘菲菲              | 小茜       | 宮女 |          |          |          |
| 楊香玉              | 春菱       | 宮女 |          |          |          |
| 李沛秋              | 翠兒       | 王太后的近身宮女 |          |          |          |
| 郭蕾                | 秋萍       | 宮女 |          |          |          |
| 李靖菡              | 冬芸       | 宮女 |          |          |          |
| 趙舒敏              | 金瑤       | 宮女 |          |          |          |
| 柯夢青              | 綺紅       | |          |          |          |
| 唐瑤                | 佩兒       | 宮女 |          |          |          |
| 範冰欣              | 胖姬       | |          |          |          |
|                     | 段忠       | 段宏之父，與妻兒分散，於段宏出淮南臥底時，病逝於長安。 |          |          |          |

## 製作

### 概念
出品人華策影視總經理趙依芳2013年8月在北京接受采訪表示《衛子夫》，是一部歷史正劇，拒絕戲說；本劇會以傳“善”為目的，盡力表現傳統文化中家庭和睦、父慈子孝、兄友弟恭的傳統；而全劇主要體現衛子夫如何以其優良的品德，贏得漢武帝的恩寵，贏得大臣和后宮人等的尊敬，為漢朝的發展作出歷史功績的過程，趙表示“看《衛子夫》，就是看一代賢德皇后如何在困境中生存、取勝，最後登上權力的頂峰，輔佐帝王治理天下、成就偉業”；據本片製片、編劇梅小青透露，《衛子夫》將採用文言文和白話文相結合的方式，“在尊重歷史的同時，這樣能讓觀眾更好地融入劇中”。

### 創作團隊
《衛子夫》的製作團隊主要由梅小青和劉家豪組成。梅小青和謝琪是本劇的總編劇；劉家豪和陳品祥為本劇的總導演。根據訪問表示，梅小青負責創作劇本，劉家豪則負責製作和演員選角。二人同時也是本劇的總製片人。
劉家豪和梅小青是一對夫婦，兩人於1981年結婚，從麗的電視過來，並於1986年先後跳槽到無綫電視工作。兩人以監製的身份分別製作的《溏心風暴》（劉家豪）、《溏心風暴之家好月圓》（劉家豪）、《宮心計》（梅小青）、《公主嫁到》（梅小青）和《法證先鋒III》（梅小青）連續5年拿下了無綫電視的年度收視冠軍。本劇是他們於2012年4月2日轉投李澤楷投資的香港收費電視台Now TV後作，第一部為該台拍攝的電視劇，也是他們第一部到中國大陸拍攝以及與中國大陸劇組合作拍攝的電視劇。同時本劇也是劉家豪和梅小青二人從事電視劇行業多年後首次聯手之作。
由於《衛子夫》從一開始籌備就已經確定了以中國大陸市場為目標，為了避免香港的創作團隊與中國大陸合作會令電視劇本身產生「水土不服」的問題，所以本劇的編劇團隊都是由從中國大陸到香港讀完中文大學的畢業生組成。

### 拍攝
2013年3月now TV舉行記者會宣布會與華策影視合作拍全新古裝劇，由無線過檔的名監製劉家豪、梅小青擔任總製作人，打造頭炮劇集《衛子夫》。《衛子夫》於2013年5月31日在横店影視城開機開始拍攝，同年8月24日全劇殺青，並其後在北京做後期製作及審批。
《衛子夫》劇組在拍攝前曾安排禮儀老師讓王珞丹等演員學習漢代禮儀，領悟漢代的女子生活狀態。本劇主要場景在橫店影視城拍攝，但是劇組採用密封式拍攝，拍攝地點的室溫因此高達攝氏50度，令穿著厚達數層戲服的演員感到十分辛苦，主演周勵淇表示，由於天氣炎熱, 演員很容易出汗，“我們基本上拍一個鏡頭，就要擦汗、補妝這樣子”，王珞丹接受訪問時也笑稱要“漢武帝”林峯將其打入冷宮，為此劇組曾每天在拍攝現場放了兩塊巨型的冰塊降溫，男主角林峯曾為每個劇組工作人員送贈一個小風扇解熱；拍攝過程中演員周勵淇和王珞丹先後中暑和生病，主演徐正曦亦被新聞報導曾在拍攝期間墜馬受傷。
本劇是女主角王珞丹從影以來第一部參演的古裝劇。同時也是陳莎莉自電視劇《大漢天子》後再度出演同一角色「竇太后」。此外，參演該劇的演員宋汶嘉還擔任《衛子夫》劇組的舞蹈編導。

### 服裝場景
梅小青透露劇中有不少馬車列隊、御船出巡等大型場面，由戲服到道具佈景全部一絲不苟，“聘請《美人心計》服裝設計鍾佳妮為本劇角色打造服裝，全劇三百套戲服都是度身訂造，又起用《畫皮》化妝師陳溯源打造造型，單是女主角王珞丹已超過十個造型，而劇中亦有連場大場面，所以好難刪剪，原定四十集，現時最少要添至四十五集。”；《衛子夫》劇組為了盡可能地展現漢朝宮殿景貌原貌重現，在置景設計時以文獻中記載的漢代宮廷文字為基礎，未寫之處，則多以出土的壁畫、宮廷文物等為參考，並因此搭建了宣室、椒房殿、蘭林殿兩個攝影棚。

### 配樂
《衛子夫》全劇由陳國樑負責配樂。陳國樑曾在無綫電視任職為高級配樂指導，並於無綫電視任職二十一年全職配樂職位，並於2013年離職。陳國樑曾為無綫電視電視劇如1996年版《笑傲江湖》、《金枝慾孽》系列、《天與地》等劇配樂。

## 電視原聲
| 曲序 | 曲目                     |        | 作曲   | 演唱者         |
| ---- | ------------------------ | ------ | ------ | -------------- |
| 1.   | 江山背後（片頭曲）       | 崔恕   | 鄧智偉 | 林峯           |
| 2.   | 守衛（片尾曲）           | 陳少琪 | 鄧智偉 | 林峯           |
| 3.   | 我的愛有你才完美（插曲） | 黃品源 | 黃品源 | 任賢齊、周勵淇 |
| 4.   | 安之樂之（插曲）         |        | 陳國樑 | 葉璇           |

## 宣傳發行
《衛子夫》於2014年3月24日於香港國際影視展舉行發布會，現場除了首次發佈了《衛子夫》的主題曲《江山背後》和插曲《我的愛有你才完美》的MV 外，還表示該劇會被定製成中英文兩個版本向全球華語和非華語地區發行。2014年8月4日《衛子夫》香港舉行中國大陸首播發佈會。其後《衛子夫》主演在北京、上海、杭州等地宣傳。

## 收視率

### 中国大陆
由CSM50数据参考而来，收视率包括全天收视指数和市场（收视）份额参数
| 平台     | 平均收视率 | 平均收视份额 |
| 浙江卫视 | 1.236      | 3.446        |
| 东方卫视 | 0.841      | 2.301        |
| 安徽卫视 | 0.765      | 2.093        |

| 中国大陆 浙江卫视 首播收视率 |               |        |          |       |        |          |       |                                                                               |
| 集數                         | 播出日期      | CSM34  | CSM34    | CSM34 | CSM50  | CSM50    | CSM50 | 備註                                                                          |
| 集數                         | 播出日期      | 收視率 | 收視份額 | 排名  | 收視率 | 收視份額 | 排名  | 備註                                                                          |
| 1-3                          | 2014年8月20日 | 1.256  | 4.391    | 6     | 1.221  | 4.370    | 7     | 湖南《一见不钟情》完结、《新济公活佛》上档 浙江、江苏、天津等《离婚律师》完结 |
| 4-6                          | 2014年8月21日 | 1.346  | 3.770    | 1     | 1.265  | 3.594    | 1     | 江苏、天津等《勇敢的心》上档                                                  |
| 7-8                          | 2014年8月22日 | 1.308  | 3.615    | 1     | 1.245  | 3.479    | 1     |                                                                               |
| 9-10                         | 2014年8月23日 | 1.057  | 2.904    | 2     | 1.003  | 2.791    | 2     |                                                                               |
| 11-13                        | 2014年8月24日 | 1.166  | 3.205    | 1     | 1.104  | 3.074    | 2     |                                                                               |
| 14-16                        | 2014年8月25日 | 1.297  | 3.519    | 1     | 1.235  | 3.394    | 2     |                                                                               |
| 17-19                        | 2014年8月26日 | 1.373  | 3.735    | 1     | 1.322  | 3.650    | 1     | CSM50缺三亚数据                                                               |
| 20-22                        | 2014年8月27日 | 1.413  | 3.793    | 1     | 1.354  | 3.679    | 1     |                                                                               |
| 23-25                        | 2014年8月28日 | 1.501  | 4.008    | 1     | 1.432  | 3.881    | 1     | 均缺南昌数据                                                                  |
| 26-27                        | 2014年8月29日 | 1.213  | 3.329    | 1     | 1.151  | 3.20     | 2     |                                                                               |
| 28-29                        | 2014年8月30日 | 1.182  | 3.189    | 1     | 1.085  | 2.976    | 3     |                                                                               |
| 30-32                        | 2014年8月31日 | 1.287  | 3.474    | 1     | 1.200  | 3.301    | 2     |                                                                               |
| 33-35                        | 2014年9月1日  | 1.256  | 3.371    | 1     | 1.171  | 3.193    | 1     |                                                                               |
| 36-38                        | 2014年9月2日  | 1.400  | 3.833    | 1     | 1.318  | 3.671    | 1     | 湖南《新济公活佛》上部完结                                                    |
| 平均收视                     | 平均收视      | 1.300  | 3.615    |       | 1.232  | 3.482    |       |                                                                               |

1. 同时段或交叉时段主要节目：
  - 江苏卫视《离婚律师》(与浙江、天津、深圳联播) /《勇敢的心》(与天津、山东、北京联播)
  - 天津卫视《离婚律师》(与浙江、江苏、深圳联播) /《勇敢的心》(与江苏、山东、北京联播)
  - 湖南卫视《一见不钟情》/《新济公活佛》
2. 数据由广视索福瑞提供，调查范围为四岁以上之观众。
3. 排名为同时段省级卫视收视率排名。
4. 资料来源：克顿传媒数据中心、卫视小露电

| 中国大陆 安徽卫视／浙江卫视 首播收视率 （全国网） |                        |          |          |          |          |          |          |
| 集數                                              | 播出日期               | 安徽卫视 | 安徽卫视 | 安徽卫视 | 浙江卫视 | 浙江卫视 | 浙江卫视 |
| 集數                                              | 播出日期               | 收視率   | 收視份額 | 排名     | 收視率   | 收視份額 | 排名     |
| 1-3                                               | 2014年8月20日          | 0.36     | 1.06     | 10       | 0.70     | 2.96     | 7        |
| 4-6                                               | 2014年8月21日          | 0.49     | 1.43     | 6        | 0.57     | 1.74     | 5        |
| 7-13                                              | 2014年8月22日－8月24日 | 0.71     | 2.06     | 5        | 0.61     | 1.78     | 6        |
| 14-16                                             | 2014年8月25日          | 0.62     | 1.83     | 5        | 0.58     | 1.68     | 6        |
| 17-19                                             | 2014年8月26日          | 0.74     | 2.16     | 5        | 0.64     | 1.90     | 6        |
| 20-22                                             | 2014年8月27日          | 0.92     | 2.63     | 5        | 0.75     | 2.17     | 6        |
| 23-25                                             | 2014年8月28日          | 0.98     | 2.79     | 3        | 0.69     | 2.04     | 6        |
| 26-32                                             | 2014年8月29日－8月31日 | 0.90     | 2.56     | 4        | 0.60     | 1.75     | 6        |
| 33-35                                             | 2014年9月1日           | 0.75     | 2.24     | 4        | 0.59     | 1.74     | 6        |
| 36-38                                             | 2014年9月2日           | 0.86     | 2.56     | 4        | 0.71     | 2.16     | 6        |
| 平均收视                                          | 平均收视               | 0.75     | 2.17     |          | 0.64     | 1.94     |          |

1. 数据由广视索福瑞提供，调查范围为四岁以上之观众。
2. 排名为同时段省级卫视收视率排名。
3. 资料来源：收视率背后的故事

### 中視首播收視率
| 播映日期                 | 週數       | 集數  | 平均收視率 | 備註                                     |
| ------------------------ | ---------- | ----- | ---------- | ---------------------------------------- |
| 2014年10月13日－10月17日 | 1          | 1-5   | 0.99       |                                          |
| 2014年10月20日－10月24日 | 2          | 6-10  | 0.90       |                                          |
| 2014年10月27日－10月31日 | 3          | 11-15 | 1.03       |                                          |
| 2014年11月3日－11月7日   | 4          | 16-25 | 1.11       | 11月3日改為週一至週五20:00 - 22:00播出。 |
| 2014年11月10日－11月14日 | 5          | 26-35 | 1.02       |                                          |
| 2014年11月17日－11月21日 | 6          | 36-45 | 1.23       |                                          |
| 平均收視率               | 平均收視率 |       | 1.05       |                                          |

- 同時段節目：
  - 三立：
    - 三立台灣台《世間情》
    - 三立都會台《幸福兌換券》

  - 民視《龍飛鳳舞》
  - 台視：《艋舺的女人／純純》
  - 華視：《奇皇后》
  - 大愛《光合一加一／阿爸講的話》
- 由AGB尼爾森調查，調查範圍是四歲以上收看電視之觀眾。
- 資料來源：中時娛樂

## 獎項
| 年份   | 頒獎典禮                                   | 獎項                             | 得獎者     | 結果 |
| ------ | ------------------------------------------ | -------------------------------- | ---------- | ---- |
| 2014年 | 第九屆中國電視觀眾節                       | 2014年度觀眾最喜愛的十大電視劇   | 《衛子夫》 | 獲獎 |
| 2014年 | 第九屆中國電視觀眾節                       | 2014年度觀眾最喜愛的十大影視演員 | 林峯       | 獲獎 |
| 2015年 | 第15屆華鼎獎全球演藝名人滿意度調查頒獎典禮 | 中國最佳電視劇男演員             | 林峯       | 獲獎 |
| 2015年 | 第7屆海峽影視劇                            | 最受台灣觀眾歡迎的大陸電視劇     | 《衛子夫》 | 獲獎 |